# Canoa/kayak ai Giochi della XIX Olimpiade - K1 500 metri femminile
La competizione del K1 500 metri femminile di Canoa/kayak ai Giochi della XIX Olimpiade si è disputata nei giorni dal 22 al 25 ottobre 1968 nella Pista Olímpica de Remo y Canotaje Virgilio Uribe del Canal de Cuemanco, Città del Messico. 

## Programma
| Data            | Round      | Nota                                         |
| --------------- | ---------- | -------------------------------------------- |
| 22 ottobre 1968 | 2 Batterie | Le prime 3 in finale. I restanti ai recuperi |
| 24 ottobre 1968 | 1 Recupero | Le prime 3 in finale                         |
| 25 ottobre 1968 | Finale     |                                              |

## Risultati

### Batterie
| Pos. | Atleta                  | Nazione          | Totale | Nota |
| ---- | ----------------------- | ---------------- | ------ | ---- |
| 1    | Ljudmila Pinaeva        | Unione Sovietica | 2'07"1 | Q    |
| 2    | Anna Pfeffer            | Ungheria         | 2'08"6 | Q    |
| 3    | Iva Vávrová             | Cecoslovacchia   | 2'09"1 | Q    |
| 4    | Marcia Jones Smoke      | Stati Uniti      | 2'09"6 |      |
| 5    | Stanisława Szydłowska   | Polonia          | 2'12"1 |      |
| 6    | Sylvia Jackson          | Gran Bretagna    | 2'13"6 |      |
| 7    | Ann Margarit Henningsen | Messico          | 2'18"2 |      |

| Pos. | Atleta               | Nazione        | Totale | Nota |
| ---- | -------------------- | -------------- | ------ | ---- |
| 1    | Viorica Dumitru      | Romania        | 2'10"0 | Q    |
| 2    | Renate Breuer        | Germania Ovest | 2'10"3 | Q    |
| 3    | Mieke Jaapies        | Paesi Bassi    | 2'10"9 | Q    |
| 4    | Ing-Marie Svensson   | Svezia         | 2'12"2 |      |
| 5    | Anita Nüßner         | Germania Est   | 2'17"0 |      |
| 6    | Marjorie Homer-Dixon | Canada         | 2'18"5 |      |

### Recupero
| Pos. | Atleta                  | Nazione       | Totale  | Nota |
| ---- | ----------------------- | ------------- | ------- | ---- |
| 1    | Marcia Jones Smoke      | Stati Uniti   | 2'12"67 | Q    |
| 2    | Anita Nüßner            | Germania Est  | 2'13"42 | Q    |
| 3    | Ing-Marie Svensson      | Svezia        | 2'14"55 | Q    |
| 4    | Stanisława Szydłowska   | Polonia       | 2'15"32 |      |
| 5    | Sylvia Jackson          | Gran Bretagna | 2'17"98 |      |
| 6    | Marjorie Homer-Dixon    | Canada        | 2'20"84 |      |
| 7    | Ann Margarit Henningsen | Messico       | 2'21"39 |      |

### Finale
| Pos.    | Atleta             | Nazione          | Totale  | Nota |
| ------- | ------------------ | ---------------- | ------- | ---- |
| Oro     | Ljudmila Pinaeva   | Unione Sovietica | 2'11"09 |      |
| Argento | Renate Breuer      | Germania Ovest   | 2'12"71 |      |
| Bronzo  | Viorica Dumitru    | Romania          | 2'13"22 |      |
| 4       | Marcia Jones Smoke | Stati Uniti      | 2'14"68 |      |
| 5       | Iva Vávrová        | Cecoslovacchia   | 2'14"78 |      |
| 6       | Anita Nüßner       | Germania Est     | 2'16"02 |      |
| 7       | Ing-Marie Svensson | Svezia           | 2'16"04 |      |
| 8       | Mieke Jaapies      | Paesi Bassi      | 2'18"38 |      |
| -       | Anna Pfeffer       | Ungheria         |         | Rit. |